# Butchered at Birth
Butchered at Birth (que traducido al castellano significa Descuartizado al Nacer) es el segundo álbum de estudio de la banda estadounidense de death metal, Cannibal Corpse. Salió a la venta el 1 de julio de 1991, después de un proceso de grabación de seis meses, y lanzado por el sello discográfico Metal Blade Records. Como ya sucediera con Eaten Back to Life, el controvertido diseño de portada (que muestra a un zombi amputando a la que hubiera sido una madre mientras un segundo muerto viviente sujeta a su prematuro recién nacido, todo ello con varios fetos muertos en la parte trasera de la imagen) hizo que el disco estuviera prohibido en Alemania hasta junio de 2006. Las primeras ediciones del álbum se distribuyeron envueltas en papel blanco de carnicero con el título del disco escrito en  tinta roja.
El líder y bajista de la banda Deicide Glen Benton participó en la canción "Vomit the Soul".
En 2002 se realizó una reedición del álbum incluía como pista adicional la canción "Covered in Sores" y un CD con videos; en 2005 Blackend Records realizó una segunda reedición.

## Lista de canciones
Letras por Chris Barnes, música por Cannibal Corpse.
| Butchered at Birth |                                                     |          |  |
| N.º                | Título                                              | Duración |  |
| 1.                 | «Meat Hook Sodomy»                                  | 5:46     |  |
| 2.                 | «Gutted»                                            | 3:15     |  |
| 3.                 | «Living Dissection»                                 | 4:00     |  |
| 4.                 | «Under the Rotted Flesh»                            | 5:04     |  |
| 5.                 | «Covered with Sores»                                | 3:17     |  |
| 6.                 | «Vomit the Soul (con Glen Benton de Deicide»        | 4:30     |  |
| 7.                 | «Butchered at Birth»                                | 2:45     |  |
| 8.                 | «Rancid Amputation»                                 | 3:16     |  |
| 9.                 | «Innards Decay»                                     | 4:38     |  |
| 10.                | «Covered with Sores (en directo)» (pista adicional) | 3:59     |  |

## Miembros
- Chris Barnes - voz
- Jack Owen - guitarra
- Bob Rusay - guitarra
- Alex Webster – bajo
- Paul Mazurkiewicz – batería
- Glen Benton – como invitado, para el tema "Vomit the Soul".